# Sauret-Besserve
Sauret-Besserve település Franciaországban, Puy-de-Dôme megyében. Lakosainak száma 165 fő (2022. január 1.). Sauret-Besserve Les Ancizes-Comps, Queuille, Saint-Georges-de-Mons, Saint-Gervais-d’Auvergne és Saint-Priest-des-Champs községekkel határos.

## Népesség
A település népessége az elmúlt években az alábbi módon változott:
| Lakosok száma | 175  | 173  | 171  | 164  | 165  | 166  | 167  | 166  | 165  |
|               | 2013 | 2015 | 2016 | 2017 | 2018 | 2019 | 2020 | 2021 | 2022 |